# Пероксизома
Пероксизоми са широко разпространени органели в еукариотните клетки, отговорни за разграждането на токсичния водороден пероксид (Н2О2) в клетката. Имат една мембрана, която ги разграничава от цитозола (вътрешното съдържимо на клетката). За разлика от лизозомите, които са формирани по секреторен път, пероксизомите се самовъзпроизвеждат. Откривателят на пероксизомите е цитологът Кристиан дьо Дюв през 1965.
Ензимът, отговорен за детоксикацията на отрови, се нарича каталаза. Срещат се, както в растителните, така и в животинските клетки.
-наричат се още микротелца, сферични са, мембранно ограничени кл. органели

-многобройни са в клетките на черния дроб и бъбрека

-специализирани са в окислителни процеси като бета-окислението на МК

-след митохондриите те са основното място за използване на кислорода

-делят се на макропероксизоми (0,5 – 3 μm) и микропероксизоми (0,1 – 0,3 μm)

-съдържимото (матрикс) е хомогенно или дребнозърнесто.

-при някои животински видове центърът на матрикса се заема от плътна кристална решетка – нуклеоид, които е изграден от ензима уратоксидаза

-в пероксизомите на птиците и човека няма нуклеоид, защото липсва този ензим.

-понякога в периферията на пероксизомите има плоско образувание – маргинална плочка

Микропероксизомите – не съдържат нуклеоид и маргинална плочка, срещат се в клетки, които синтезират стероидни хормони

- за разлика от лизозомите те не съдържат кисела фосфатаза а каталаза

- пероксизомите се образуват от разширения на гладкия ендоплазмен ретикулум. 

- синдром на Целвегер – липсват пероксизоми

- синдром на Рефзум – смущение в разгр. На МК